# NGC 4687
NGC 4687 ist eine Elliptische Galaxie mit aktivem Galaxienkern vom Hubble-Typ E1 im Sternbild Jagdhunde am Nordsternhimmel. Sie ist schätzungsweise 192 Millionen Lichtjahre von der Milchstraße entfernt und hat einen Durchmesser von etwa 40.000 Lichtjahren.

Im selben Himmelsareal befinden sich die Galaxien NGC 4711 und IC 3774.
Das Objekt wurde am 11. März 1831 von John Herschel entdeckt.

## NGC 4687-Gruppe (LGG 302)
| Galaxie   | Alternativname | Entfernung/Mio. Lj |
| --------- | -------------- | ------------------ |
| NGC 4687  | PGC 43157      | 192???             |
| PGC 42901 | UGC 7916       | 28                 |
| PGC 43129 | UGC 7949       | 16                 |